# بيريرا (لاعب كرة قدم)
بيريرا هو لاعب كرة قدم برازيلي في مركز الوسط، ولد في 19 أغسطس 1988 في ساو باولو في البرازيل. لعب مع جريميو نوفوريزونتينو ونادي بوا إيسبورت ونادي جوفنتودي ونادي جوينفيل ونادي فورتاليزا ونادي فيتوريا ونادي فيلا نوفا.

## وصلات خارجية
- بيريرا (لاعب كرة قدم) على موقع قاعدة بيانات كرة القدم.إي يو (الإنجليزية)
- بيريرا (لاعب كرة قدم) على موقع Soccerway.com (الإنجليزية)